# 由良貞長
由良 貞長（ゆら さだなが）は、江戸時代前期から中期にかけての高家旗本。由良家6代当主。

## 略歴
延宝4年（1676年）、由良頼繁の長男として誕生。『寛政重修諸家譜』に「母は某氏」とあるが、家伝には「母は柳原権大納言資行卿女」とある。正妻はいない。
元禄15年（1702年）7月21日、家督を継いだ。初め寄合に列す。元禄16年（1703年）3月28日、5代将軍・徳川綱吉に御目見し、宝永7年（1710年）12月23日、表高家となる。
享保12年（1727年）4月29日、死去。長男・貞整が家督を継いだ。

## 系譜
- 父：由良頼繁
- 母：柳原資行娘?
- 正室：なし
- 生母不明の子女
  - 長男：由良貞整（1713-1782）
  - 次男：福島正森 - 福島正親の養子
  - 三男：烏山貞尭